# ザ・ディール
ザ・ディールは、2006年9月8日に日本のTBSの「金スペ!」枠で放送され、2007年4月5日には「ザ・ディール2」として放送された。高額賞金をかけたゲームバラエティ番組である。英語名は「ディール・オア・ノー・ディール (Deal or No Deal)」で、全世界15カ国で放送されている。司会は島田紳助（眼鏡を着用している）。

## ルール
- 挑戦者は、1番～26番の数字が書かれたアタッシェケースの中から、好きなものを1つ選ぶ。
26個のケースにはそれぞれ異なる賞金（後述、1円～1,000万円）のいずれかが入っている。
最初に選んだケースはゲームが終わるまで開けることができない。
- 1つ選んだ後、1回目は残った25個の中から任意の7個を選んでそれを取り除く。以下2回目は6個、3回目は5個、4回目は4個、5回目と6回目は1個を選んで取り除く。取り除いたケースに入っている賞金は公開される。
- 選んだ後、司会の紳助は、それまでに公開されたケースの賞金によって、最初に選んだケースに入っている金額を推理し、スタジオ外にいる番組プロデューサー（TBSテレビ制作4部所属・柴田淳子）と電話で「最初に選んだケースをいくらで買い取るか」を交渉し、挑戦者に買い取り額を提示する。
- 挑戦者は買い取り額を見て「DEAL（取引する）」か「NO DEAL（取引しない）」かを選択する。「DEAL」を選べば、そこでゲームは終了。提示された買い取り額を獲得する。「NO DEAL」を選べばゲームは続行となる。
- 6回目も「NO DEAL」を選んだ場合は最初に選んだケースの中の金額を獲得する。

なお芸能人が挑戦する場合、普通の番組なら出るはずのギャラは一切出ない。つまり賞金=ギャラである。

## 賞金
スペシャル第1回
| 1円     | 50万円    |
| 10円    | 80万円    |
| 100円   | 100万円   |
| 500円   | 150万円   |
| 1,000円 | 200万円   |
| 2,000円 | 250万円   |
| 3,000円 | 300万円   |
| 5,000円 | 400万円   |
| 8,000円 | 500万円   |
| 1万円   | 600万円   |
| 3万円   | 700万円   |
| 5万円   | 800万円   |
| 10万円  | 1,000万円 |

スペシャル第2回
| 1円     | 50万円    |
| 10円    | 60万円    |
| 100円   | 80万円    |
| 500円   | 90万円    |
| 1,000円 | 100万円   |
| 2,000円 | 200万円   |
| 3,000円 | 250万円   |
| 5,000円 | 300万円   |
| 8,000円 | 350万円   |
| 1万円   | 400万円   |
| 3万円   | 450万円   |
| 5万円   | 500万円   |
| 10万円  | 1,000万円 |

## 挑戦者・結果

### スペシャル第1回（2006年9月8日）
| 挑戦者                                                                           | オープンした賞金        | オープンした賞金        | オープンした賞金        | オープンした賞金        | オープンした賞金                           | オープンした賞金                           | オープンした賞金                           | オープンした賞金                           | 買い取り額                                 |
| 次長課長 （河本準一・井上聡） 応援 レギュラー（西川晃啓・松本康太） 村上ショージ | 1R                      | 800万円                 | 500万円                 | 1,000円                 | 200万円                                    | 50万円                                     | 5,000円                                    | 100円                                      | 100万円                                    |
| 次長課長 （河本準一・井上聡） 応援 レギュラー（西川晃啓・松本康太） 村上ショージ | 2R                      | 80万円                  | 10円                    | 10万円                  | 300万円                                    | 700万円                                    | 1,000万円                                  |                                            | 60万円                                     |
| 次長課長 （河本準一・井上聡） 応援 レギュラー（西川晃啓・松本康太） 村上ショージ | 3R                      | 100万円                 | 400万円                 | 3万円                   | 500円                                      | 2,000円                                    |                                            |                                            | 80万円                                     |
| 次長課長 （河本準一・井上聡） 応援 レギュラー（西川晃啓・松本康太） 村上ショージ | 4R                      | 3,000円                 | 1万円                   | 600万円                 | 150万円                                    |                                            |                                            |                                            | 55万円                                     |
| 次長課長 （河本準一・井上聡） 応援 レギュラー（西川晃啓・松本康太） 村上ショージ | 5R                      | 5万円                   |                         |                         |                                            |                                            |                                            |                                            | 85万円                                     |
| 次長課長 （河本準一・井上聡） 応援 レギュラー（西川晃啓・松本康太） 村上ショージ | 6R                      | 1円                     |                         |                         |                                            |                                            |                                            |                                            | 120万円                                    |
| 次長課長 （河本準一・井上聡） 応援 レギュラー（西川晃啓・松本康太） 村上ショージ | 最終結果：NO DEAL       | 最終結果：NO DEAL       | 最終結果：NO DEAL       | 最終結果：NO DEAL       | 獲得賞金：8000円                           | 獲得賞金：8000円                           | 獲得賞金：8000円                           | 獲得賞金：8000円                           | 獲得賞金：8000円                           |
| ジャガー横田 木下博勝 応援 ダイナマイト・関西 ライオネス飛鳥                     | 1R                      | 150万円                 | 700万円                 | 5万円                   | 400万円                                    | 80万円                                     | 300万円                                    | 1,000円                                    | 60万円                                     |
| ジャガー横田 木下博勝 応援 ダイナマイト・関西 ライオネス飛鳥                     | 2R                      | 600万円                 | 500円                   | 100万円                 | 1,000万円                                  | 3万円                                      | 5000円                                     |                                            | 50万円                                     |
| ジャガー横田 木下博勝 応援 ダイナマイト・関西 ライオネス飛鳥                     | 3R                      | 200万円                 | 3,000円                 | 500万円                 | 50万円                                     | 100円                                      |                                            |                                            | 30万円                                     |
| ジャガー横田 木下博勝 応援 ダイナマイト・関西 ライオネス飛鳥                     | 4R                      | 1円                     | 10万円                  | 2,000円                 | 10円                                       |                                            |                                            |                                            | 100万円                                    |
| ジャガー横田 木下博勝 応援 ダイナマイト・関西 ライオネス飛鳥                     | 5R                      | 1万円                   |                         |                         |                                            |                                            |                                            |                                            | 200万円                                    |
| ジャガー横田 木下博勝 応援 ダイナマイト・関西 ライオネス飛鳥                     | 6R                      | 800万円                 |                         |                         |                                            |                                            |                                            |                                            | 80万円                                     |
| ジャガー横田 木下博勝 応援 ダイナマイト・関西 ライオネス飛鳥                     | 最終結果：NO DEAL       | 最終結果：NO DEAL       | 最終結果：NO DEAL       | 最終結果：NO DEAL       | 獲得賞金：8000円                           | 獲得賞金：8000円                           | 獲得賞金：8000円                           | 獲得賞金：8000円                           | 獲得賞金：8000円                           |
| さんまのSUPERからくりTVチーム 関根勤 西村知美 小倉優子 渡辺正行（コント赤信号）  | 1R                      | 200万円                 | 500円                   | 3,000円                 | 1,000円                                    | 50万円                                     | 2,000円                                    | 1万円                                      | 160万円                                    |
| さんまのSUPERからくりTVチーム 関根勤 西村知美 小倉優子 渡辺正行（コント赤信号）  | 2R                      | 10万円                  | 5,000円                 | 8,000円                 | 600万円                                    | 300万円                                    | 5万円                                      |                                            | 200万円                                    |
| さんまのSUPERからくりTVチーム 関根勤 西村知美 小倉優子 渡辺正行（コント赤信号）  | 3R                      | 80万円                  | 150万円                 | 700万円                 | 500万円                                    | 400万円                                    |                                            |                                            | 200万円                                    |
| さんまのSUPERからくりTVチーム 関根勤 西村知美 小倉優子 渡辺正行（コント赤信号）  | 4R                      | 1円                     | 10円                    | 100万円                 | 100円                                      |                                            |                                            |                                            | 400万円                                    |
| さんまのSUPERからくりTVチーム 関根勤 西村知美 小倉優子 渡辺正行（コント赤信号）  | 5R                      |                         |                         |                         |                                            |                                            |                                            |                                            |                                            |
| さんまのSUPERからくりTVチーム 関根勤 西村知美 小倉優子 渡辺正行（コント赤信号）  | 6R                      |                         |                         |                         |                                            |                                            |                                            |                                            |                                            |
| さんまのSUPERからくりTVチーム 関根勤 西村知美 小倉優子 渡辺正行（コント赤信号）  | 最終結果：4ラウンドDEAL | 最終結果：4ラウンドDEAL | 最終結果：4ラウンドDEAL | 最終結果：4ラウンドDEAL | 獲得賞金：400万円（ケースの中身：800万円） | 獲得賞金：400万円（ケースの中身：800万円） | 獲得賞金：400万円（ケースの中身：800万円） | 獲得賞金：400万円（ケースの中身：800万円） | 獲得賞金：400万円（ケースの中身：800万円） |
| 今田耕司 応援 たむらけんじ リットン調査団（水野透・藤原光博） 山下しげのり       | 1R                      | 10円                    | 50万円                  | 8,000円                 | 80万円                                     | 100万円                                    | 3万円                                      | 10万円                                     | 100万円                                    |
| 今田耕司 応援 たむらけんじ リットン調査団（水野透・藤原光博） 山下しげのり       | 2R                      | 700万円                 | 200万円                 | 250万円                 | 300万円                                    | 100円                                      | 5万円                                      |                                            | 200万円                                    |
| 今田耕司 応援 たむらけんじ リットン調査団（水野透・藤原光博） 山下しげのり       | 3R                      | 5,000円                 | 150万円                 | 2,000円                 | 500円                                      | 1,000円                                    |                                            |                                            | 400万円                                    |
| 今田耕司 応援 たむらけんじ リットン調査団（水野透・藤原光博） 山下しげのり       | 4R                      | 500万円                 | 400万円                 | 1円                     | 1,000万円                                  |                                            |                                            |                                            | 300万円                                    |
| 今田耕司 応援 たむらけんじ リットン調査団（水野透・藤原光博） 山下しげのり       | 5R                      | 1万円                   |                         |                         |                                            |                                            |                                            |                                            | 450万円                                    |
| 今田耕司 応援 たむらけんじ リットン調査団（水野透・藤原光博） 山下しげのり       | 6R                      | 800万円                 |                         |                         |                                            |                                            |                                            |                                            | 290万円                                    |
| 今田耕司 応援 たむらけんじ リットン調査団（水野透・藤原光博） 山下しげのり       | 最終結果：NO DEAL       | 最終結果：NO DEAL       | 最終結果：NO DEAL       | 最終結果：NO DEAL       | 獲得賞金：3,000円                          | 獲得賞金：3,000円                          | 獲得賞金：3,000円                          | 獲得賞金：3,000円                          | 獲得賞金：3,000円                          |

### スペシャル第2回（2007年4月5日）
| 挑戦者                                                                                          | オープンした賞金        | オープンした賞金        | オープンした賞金        | オープンした賞金        | オープンした賞金                             | オープンした賞金                             | オープンした賞金                             | オープンした賞金                             | 買い取り額                                   |
| グラビアアイドルチーム 青田典子 ほしのあき 夏川純 安めぐみ 応援 松井絵里奈 佐藤和沙 玲奈 原幹恵 | 1R                      | 1,000万円               | 1円                     | 500万円                 | 500円                                        | 5万円                                        | 50万円                                       | 1万円                                        | 120万円                                      |
| グラビアアイドルチーム 青田典子 ほしのあき 夏川純 安めぐみ 応援 松井絵里奈 佐藤和沙 玲奈 原幹恵 | 2R                      | 3万円                   | 200万円                 | 90万円                  | 10円                                         | 60万円                                       | 250万円                                      |                                              | 150万円                                      |
| グラビアアイドルチーム 青田典子 ほしのあき 夏川純 安めぐみ 応援 松井絵里奈 佐藤和沙 玲奈 原幹恵 | 3R                      | 80万円                  | 100万円                 | 350万円                 | 100円                                        | 3,000円                                      |                                              |                                              | 160万円                                      |
| グラビアアイドルチーム 青田典子 ほしのあき 夏川純 安めぐみ 応援 松井絵里奈 佐藤和沙 玲奈 原幹恵 | 4R                      | 300万円                 | 400万円                 | 5,000円                 | 2,000円                                      |                                              |                                              |                                              | 120万円                                      |
| グラビアアイドルチーム 青田典子 ほしのあき 夏川純 安めぐみ 応援 松井絵里奈 佐藤和沙 玲奈 原幹恵 | 5R                      | 1,000円                 |                         |                         |                                              |                                              |                                              |                                              | 200万円                                      |
| グラビアアイドルチーム 青田典子 ほしのあき 夏川純 安めぐみ 応援 松井絵里奈 佐藤和沙 玲奈 原幹恵 | 6R                      | 8,000円                 |                         |                         |                                              |                                              |                                              |                                              | 240万円                                      |
| グラビアアイドルチーム 青田典子 ほしのあき 夏川純 安めぐみ 応援 松井絵里奈 佐藤和沙 玲奈 原幹恵 | 最終結果：6ラウンドDEAL | 最終結果：6ラウンドDEAL | 最終結果：6ラウンドDEAL | 最終結果：6ラウンドDEAL | 獲得賞金：240万円（ケースの中身：450万円）   | 獲得賞金：240万円（ケースの中身：450万円）   | 獲得賞金：240万円（ケースの中身：450万円）   | 獲得賞金：240万円（ケースの中身：450万円）   | 獲得賞金：240万円（ケースの中身：450万円）   |
| 春の新ドラマチーム 武田鉄矢 高畑淳子 飯島直子 田中圭                                            | 1R                      | 500円                   | 80万円                  | 200万円                 | 350万円                                      | 10円                                         | 8,000円                                      | 90万円                                       | 120万円                                      |
| 春の新ドラマチーム 武田鉄矢 高畑淳子 飯島直子 田中圭                                            | 2R                      | 100万円                 | 400万円                 | 10万円                  | 250万円                                      | 5,000円                                      | 1,000万円                                    |                                              | 60万円                                       |
| 春の新ドラマチーム 武田鉄矢 高畑淳子 飯島直子 田中圭                                            | 3R                      | 1,000円                 | 1万円                   | 100円                   | 3万円                                        | 500万円                                      |                                              |                                              | 100万円                                      |
| 春の新ドラマチーム 武田鉄矢 高畑淳子 飯島直子 田中圭                                            | 4R                      | 300万円                 | 1円                     | 60万円                  | 3,000円                                      |                                              |                                              |                                              | 130万円                                      |
| 春の新ドラマチーム 武田鉄矢 高畑淳子 飯島直子 田中圭                                            | 5R                      |                         |                         |                         |                                              |                                              |                                              |                                              |                                              |
| 春の新ドラマチーム 武田鉄矢 高畑淳子 飯島直子 田中圭                                            | 6R                      |                         |                         |                         |                                              |                                              |                                              |                                              |                                              |
| 春の新ドラマチーム 武田鉄矢 高畑淳子 飯島直子 田中圭                                            | 最終結果：4ラウンドDEAL | 最終結果：4ラウンドDEAL | 最終結果：4ラウンドDEAL | 最終結果：4ラウンドDEAL | 獲得賞金：130万円（ケースの中身：5万円）     | 獲得賞金：130万円（ケースの中身：5万円）     | 獲得賞金：130万円（ケースの中身：5万円）     | 獲得賞金：130万円（ケースの中身：5万円）     | 獲得賞金：130万円（ケースの中身：5万円）     |
| ランキンの楽園チーム ピーコ 東野幸治 田中直樹                                                   | 1R                      | 80万円                  | 100円                   | 50万円                  | 400万円                                      | 300万円                                      | 500万円                                      | 350万円                                      | 150万円                                      |
| ランキンの楽園チーム ピーコ 東野幸治 田中直樹                                                   | 2R                      | 3,000円                 | 5万円                   | 1,000万円               | 10円                                         | 10万円                                       | 100万円                                      |                                              | 60万円                                       |
| ランキンの楽園チーム ピーコ 東野幸治 田中直樹                                                   | 3R                      | 2,000円                 | 3万円                   | 450万円                 | 5,000円                                      | 60万円                                       |                                              |                                              | 80万円                                       |
| ランキンの楽園チーム ピーコ 東野幸治 田中直樹                                                   | 4R                      | 1万円                   | 200万円                 | 500円                   | 250万円                                      |                                              |                                              |                                              | 20万円                                       |
| ランキンの楽園チーム ピーコ 東野幸治 田中直樹                                                   | 5R                      | 8,000円                 |                         |                         |                                              |                                              |                                              |                                              | 40万円                                       |
| ランキンの楽園チーム ピーコ 東野幸治 田中直樹                                                   | 6R                      | 90万円                  |                         |                         |                                              |                                              |                                              |                                              | 480円                                        |
| ランキンの楽園チーム ピーコ 東野幸治 田中直樹                                                   | 最終結果：NO DEAL       | 最終結果：NO DEAL       | 最終結果：NO DEAL       | 最終結果：NO DEAL       | 獲得賞金：1,000円                            | 獲得賞金：1,000円                            | 獲得賞金：1,000円                            | 獲得賞金：1,000円                            | 獲得賞金：1,000円                            |
| 叶恭子 叶美香 FUJIWARA （原西孝幸・藤本敏史）                                                   | R1                      | 10円                    | 500万円                 | 300万円                 | 5,000円                                      | 2,000円                                      | 1万円                                        | 10万円                                       | 200万円                                      |
| 叶恭子 叶美香 FUJIWARA （原西孝幸・藤本敏史）                                                   | 2R                      | 90万円                  | 60万円                  | 1,000円                 | 8,000円                                      | 450万円                                      | 400万円                                      |                                              | 180万円                                      |
| 叶恭子 叶美香 FUJIWARA （原西孝幸・藤本敏史）                                                   | 3R                      | 250万円                 | 1円                     | 100円                   | 50万円                                       | 350万円                                      |                                              |                                              | 160万円                                      |
| 叶恭子 叶美香 FUJIWARA （原西孝幸・藤本敏史）                                                   | 4R                      | 3万円                   | 100万円                 | 80万円                  | 500円                                        |                                              |                                              |                                              | 320万円                                      |
| 叶恭子 叶美香 FUJIWARA （原西孝幸・藤本敏史）                                                   | 5R                      | 200万円                 |                         |                         |                                              |                                              |                                              |                                              | 360万円                                      |
| 叶恭子 叶美香 FUJIWARA （原西孝幸・藤本敏史）                                                   | 6R                      | 3,000円                 |                         |                         |                                              |                                              |                                              |                                              | 500万円                                      |
| 叶恭子 叶美香 FUJIWARA （原西孝幸・藤本敏史）                                                   | 最終結果：6ラウンドDEAL | 最終結果：6ラウンドDEAL | 最終結果：6ラウンドDEAL | 最終結果：6ラウンドDEAL | 獲得賞金：500万円（ケースの中身：1,000万円） | 獲得賞金：500万円（ケースの中身：1,000万円） | 獲得賞金：500万円（ケースの中身：1,000万円） | 獲得賞金：500万円（ケースの中身：1,000万円） | 獲得賞金：500万円（ケースの中身：1,000万円） |

## スタッフ
- ナレーター : バッキー木場
- 構成 : 都築浩、清松勝彦
- 技術プロデューサー : 深谷高史
- SW (スイッチャー)  : 藤本敏行
- カメラ : 長瀬正人
- VE (ビデオエンジニア)  : 瀧本恵司〔第1回〕、川島直祥〔第2回〕
- 音声 : 片山勇
- カメラクレーン : 佐藤史郎〔第1回〕、高久誠司〔第2回〕（明光セレクト）
- 照明 : 北澤正樹（FLT）
- 音効 : 藤代広太
- VTR編集 : 栗原康幸、高橋勇志
- MA : 轉石裕治
- 美術プロデューサー : 西條実
- 美術デザイン : 坂根洋子
- 美術制作 : 渡邊秀和
- 装置 : 鈴木匡人
- 大道具操作 : 岩尾匡介
- 電飾 : 斉藤貴之
- メカシステム : 大谷圭一
- アクリル装飾 : 渡辺卓也
- 装飾 : 田中秀和
- 特殊効果 : 永岡昇
- 衣裳 : 軽石真央
- メイク : アートメイク・トキ
- CG : 山崎智暢〔第1回〕、長田大輔〔第2回〕
- TK (タイムキーパー)  : 野村佳乃子
- AD (アシスタントディレクター)  : 海老名和香、中辻宏之、増田貴也〔第2回〕、山本理恵〔第1,2回〕、松坂世大〔第1回〕
- AP (アシスタントプロデューサー)  : 古川亜希子〔第1回〕
- フロアディレクター : 神野基彦〔第1回〕
- ディレクター : 大矢慎吾
- 総合演出 : 細矢将司
- プロデューサー : 神田祐子
- 総合プロデューサー : 正木敦
- 技術協力 : ニユーテレス、FLT、OMNIBUS JAPAN
- 美術協力 : アックス
- 制作協力 : K-ten
  - Original format by Licensed by Endemol International BV
  - Licensed by Endemol International BV
- 製作著作 : TBS、ドリマックス・テレビジョン